# جورجي أرنووف
جورجي أرنووف (بالبلغارية: Георги Арнаудов)‏ هو لاعب كرة قدم بلغاري محترف لعب كحارس مرمى. من مواليد 31 مايو 1974.

## وصلات خارجية
- جورجي أرنووف على موقع قاعدة بيانات كرة القدم.إي يو (الإنجليزية)